# 강력추천 토요일
강력추천 토요일은 2005년 10월 29일부터 2006년 11월 4일까지 방송되었던 예능 프로그램이다.

## 방영 코너 목록
- 《무(리)한도전 / 무한도전 - 퀴즈의 달인》
- 《이미지 서바이벌》
- 《소년탐구생활》
- 《창의력 수업》
- 《드라이빙 스쿨》

## 타이틀 변천사
| 타이틀                  | 방송 기간                          |
| ----------------------- | ---------------------------------- |
| 그랜드 쇼               | 1969년 8월 16일 ~ 1974년 2월 16일  |
| 토요일 토요일 밤에      | 1974년 2월 23일 ~ 1981년 3월 14일  |
| 쇼2000                  | 1981년 3월 21일 ~ 1985년 6월 9일   |
| 토요일! 토요일은 즐거워 | 1985년 6월 16일 ~ 1997년 3월 1일   |
| 쇼 토요특급             | 1997년 3월 8일 ~ 1999년 1월 23일   |
| 베스트 토요일           | 1999년 5월 15일 ~ 1999년 10월 16일 |
| 목표달성! 토요일        | 2000년 2월 26일 ~ 2002년 10월 19일 |
| 토요일                  | 2005년 4월 23일 ~ 2005년 10월 22일 |
| 강력추천 토요일         | 2005년 10월 29일 ~ 2006년 4월 29일 |